# Північний Сардай
Півні́чний Сарда́й (рос. Северный Сардай) — річка на південному сході Кіровської області, ліва притока річки Кама. Протікає територією Афанасьєвського району.
Річка бере початок на схилах Верхньокамської височини на південний схід від колишнього присілку Сіленки. Верхня течія спрямована на північний схід, середня на південний схід, а нижня — на схід. Впадає до Ками навпроти присілку Бармята. Береги заліснені, місцями заболочені. Приймає декілька дрібних приток.
Над річкою не розташовано населених пунктів.